# Vườn quốc gia dãy Wondul

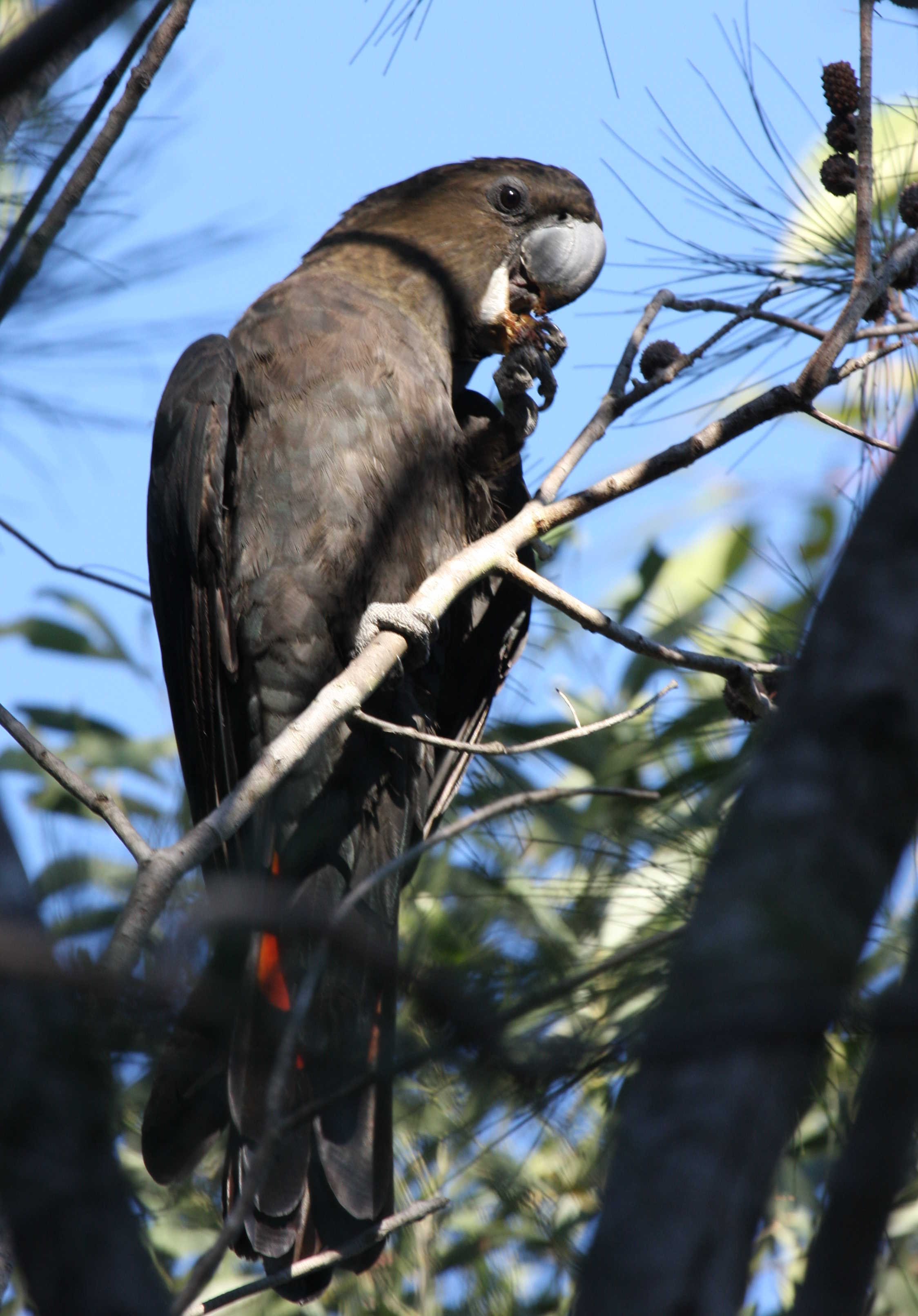
Một con vẹt đen bóng đực tại đây

Vườn quốc gia dãy Wondul là một vườn quốc gia ở Queensland, Úc.
Dãy Wondul là một vườn quốc gia ở Queensland, Australia, cách Brisbane 209 km về phía tây. Nó nằm trong khu vực chính quyền địa phương của Toowoomba Region thuộc vùng Darling Downs. Công viên này nhằm mục đích bảo tồn các loài cây gỗ mở đặc trưng của vùng Downs phía Tây [1].
Nó nằm trong khu vực lưu vực sông của sông Macintyre và sông Weir ở khu vực bioregion Nam Brigalow Belt. Rừng bang Whetstone nằm ở phía Nam và Rừng Tiểu bang Bulli ở phía tây, cả hai đều nằm cạnh vườn quốc gia.
Tổng cộng năm loài quý hiếm hoặc bị đe doạ đã được xác định trong vườn quốc gia dãy núi Wondul. Vườn quốc gia không có cơ sở. Các hoạt động giải trí chính được thực hiện trong công viên là quan sát chim và động vật hoang dã.